# Sawdon
Sawdon är en by i civil parish Brompton, i kommunen North Yorkshire, i grevskapet North Yorkshire, i England. Byn är belägen 6 km från Scarborough. Sawdon var en civil parish 1866–1886 när blev den en del av Brompton. Civil parish hade 167 invånare år 1881.